# Чатаља
Чатаља (мађ. Csátalja) је село у Мађарској, јужном делу државе. Село управо припада Бајском срезу Бач-Кишкунске жупаније, са седиштем у Кечкемету.

## Природне одлике
Насеље Чатаља налази у крајње јужном делу Мађарске, близу државне границе са Србијом. Најближи већи град је Баја.
Историјски гледано, село припада крајње северном делу Бачке, који је остало у оквирима Мађарске (тзв. „Бајски троугао"). Подручје око насеља је равничарско (Панонска низија), приближне надморске висине око 90 м. Западно од насеља протиче Дунав, који у овом делу прави простране мочваре Карапанџа.

## Историја
У 18. веку у селу је живео велики број Подунавских Шваба. У овом месту постоји споменик Велике Мађарске.

## Становништво
Према подацима из 2013. године Чатаља је имала 1.485 становника. Последњих година број становника опада.
Претежно становништво у насељу су Мађари римокатоличке вероисповести. У селу су и даље присутни Немци (4%), али уз значајно мањем броју него почетком 20. века.